# Distretto di Ondores
Il distretto di Ondores  è uno dei quattro distretti della provincia di Junín, in Perù. Si trova nella regione di Junín e si estende su una superficie di 254,46  chilometri quadrati.